# Луцкий, Александр Андреевич
Александр Андреевич Луцкий (псевд. «Довбня», «Богун», «Марко», «Беркут», «Богдан», «Андриенко», «Клименко», «Боднар») (укр. Олександр Андрійович Луцький; 16 ноября 1910, с. Боднаров (ныне Калушского района, Ивано-Франковской области Украины) — 13 ноября 1946, Киев) — деятель украинского националистического движения ОУН, один из организаторов и военачальников Украинской повстанческой армии, Украинской Народной Самообороны и УПА-Запад, первый командир Украинской Народной Самообороны (июль-декабрь 1943), УПА-Запад (декабрь 1943 — январь 1944), УПА-Запад-Карпаты (август-сентябрь 1944).

## Биография
Родом из крестьян. Учился в Станиславской гимназии.
Член Организации украинских националистов с 1930 года. В 1932 проходил службу в польской армии.
В 1933 — руководитель организационной службы Станиславской окружной референтуры ОУН. С сентября 1933 в течение 4,5 лет отбывал заключение за причастность к подготовке террористических покушений на представителей польских властей.
С августа 1938 по март 1939 был руководителем Станиславской окружной референтуры ОУН. Вновь арестован, но в связи с началом Второй мировой войны освобождëн. Работал в советских органах под чужим именем и даже был избран депутатом Народного Собрания Западной Украины от села Боднарив.
Осенью 1939 нелегально пересëк советско-немецкую границу, проживал на территории оккупированной Германией. Обучался в Кракове на курсах подготовки военных кадров ОУН (бандеровское движение). Занимался разведывательной деятельностью.
Участник 2-й конференции ОУН в Кракове в феврале 1940, на которой поддержал фракцию Степана Бандеры. В марте-ноябре 1940 возглавлял Станиславский областной провод (руководство) ОУН, вëл активную работу по созданию подпольной сети для подготовки к антисоветскому восстанию в регионе. Руководил мобилизационным отделом Провода ОУН (б). Участник 2-го съезда ОУН в Кракове (март 1941).
В начале войны — один из организаторов батальона «Нахтигаль», (нем. Nachtigall) («Украинский Легион им. С. Бандеры»), состоявший преимущественно из членов и сторонников ОУН(б), сформированный и обученный абвером для действий в составе диверсионного подразделения «Бранденбург 800» (нем.  Lehrregiment "Brandenburg" z.b.V. 800) в операции «Барбаросса» на территории Украинской ССР.
Воевал в составе батальона «Нахтигаль», а с конца 1941 и до начала 1943 командовал взводом в 201-м батальоне охранной полиции в Беларуси.
После расформирования батальона Луцкий вместе с другими офицерами под конвоем был доставлен во Львов, где его арестовало гестапо 8 января 1943, однако через несколько дней всех задержанных на короткое время освободили и большинство из них перешли в подполье.
Заместитель войскового референта Провода украинских националистов. По его инициативе и по приказу Главного войскового штаба УПА от 15 июля 1943 началось создание Украинской народной самообороны (УНС) в Карпатах, а сам он стал её первым командиром.
УНС на август 1943 насчитывала 5-6 тыс. бойцов и вела бои с советскими партизанами Сидора Ковпака, вермахта и отрядами польской Армии Крайовой. В декабре 1943 на базе УНС была сформирована группа УПА «Запад», которой Луцкий командовал до 26 января 1944, пока его не сменил на этой должности Василий Сидор.
Член Провода ОУН (б) с октября 1943 до марта 1944. В мае 1944 был арестован гестапо и до июня содержался под арестом. Подвергался пыткам. В июне освобожден. По словам самого Луцкого, он был выпущен благодаря вмешательству и заступничеству Ивана Голуба — ветерана УНР и сотрудника Абвера (по некоторым данным — члена ОУН Андрея Мельника), который разочаровался в немцах и искал возможности перейти на сторону УПА, желая своим поступком оказать бандеровцам ценную услугу (вскоре он был убит при загадочных и до сих пор невыясненных обстоятельствах: по одной версии — Гестапо, по другой — красными партизанами, по третьей — Службой Безопасности ОУН-Б\УПА). 
После освобождения в течение августа-сентября 1944 Луцкий командует специальной группой УПА «Запад-Карпаты».
Из-за противоречий с Романом Шухевичем был отстранен от командных должностей в УПА и ОУН, работал переводчиком войсковой референтуры ОУН, находился под следствием Службы безопасности ОУН.
29 января 1945 первый командующий Группой УПА—Запад, член Центрального провода ОУН Александр «Беркут» Луцкий был захвачен оперативной группой капитана НКГБ СССР Петра Форманчука в селе Средний Бабин Войниловского района Станиславской (ныне Калушский район Ивано-Франковской области) вместе с женой — нелегалом ОУН Юлией Луцкой (10 августа 1946 приговорена к 10 годам лишения свободы).
На допросах подробно рассказал об истории создания и деятельности УНС, УПА, СБ ОУН.
Александр Луцкий: 

«Идеология ОУН формировалась в период укрепления германского национал-социализма и итальянского фашизма. Именно поэтому… между украинским национализмом и германским национал-социализмом так много общего»— Интерфакс-Религия. 23 октября 2006 г.
.
По поводу переговоров с противниками:

Служба безопасности (СБ) ОУН уничтожила десятки полевых командиров, которые пытались вести переговоры с гитлеровцами или партизанами. Самого проводника Подолья Василия Кука (Лемеша) в январе 1944 г. Роман Шухевич едва не «скарав на горло» за самочинные переговоры с немцами о ненападении. Лишь исключительные заслуги… спасли его от удавки СБ.— Дм. Веденеев, С. Шевченко. Миротворцы тайной войны
О боях с советскими партизанами по его словам:

Во время похода Сидора Ковпака в июне 1943 года Роман Шухевич отдал приказ о создании рубежей обороны. Областные проводы ОУН стали проводить мобилизацию своих членов и обеспечивать их оружием, обмундированием и продовольствием. К 15 августа в составе УНС насчитывалось 5 куреней (до 2 до 6 тысяч штыков). Гасин возглавил группу УНС «Чёрные бесы» в Карпатском крае (Станиславская и Дрогобычская области), однако партизаны с лёгкостью разгромили его войска благодаря тяжёлому вооружению (к тому же новобранцы паниковали и разбегались в стороны). 2 октября 1943 на головы местного населения свалилась другая напасть: немецкая администрация начала расстреливать мирное население по принципу «10 граждан за каждого убитого немца». УНС вынуждена была уйти в оборону и лишь изредка воевала с поляками.
Приговором Военного трибунала войск МВД Украинского округа от 10 августа 1946 А. Луцкий был приговорен к высшей мере наказания. Расстрелян в г. Киеве 13 ноября 1946 г.
После признания суверенитета Украины дело Луцкого было рассмотрено прокуратурой повторно, однако в реабилитации было отказано.